# Luis Antonio Nova Rocha
Luis Antonio Nova Rocha (ur. 30 lipca 1943 w Subachoque, zm. 9 kwietnia 2013 w Bogocie) – kolumbijski duchowny katolicki, biskup Facatativá w latach 2011-2013.

## Życiorys
Święcenia kapłańskie przyjął w Bogocie 22 sierpnia 1968 z rąk papieża Pawła VI i został inkardynowany do diecezji Facatativá. Po kilkunastoletniej pracy duszpasterskiej został skierowany do diecezjalnej kurii w charakterze ekonoma diecezjalnego, zaś w 1994 został rektorem miejscowego seminarium i wykładowcą teologii moralnej w Bogocie.

### Episkopat
15 lutego 2002 papież Jan Paweł II mianował go biskupem pomocniczym archidiecezji Barranquilla i biskupem tytularnym Equizetum. Sakry biskupiej udzielił mu 9 marca tegoż roku jego dotychczasowy zwierzchnnik, Luis Gabriel Romero Franco.
13 listopada 2010 papież Benedykt XVI mianował go biskupem rodzinnej diecezji Facatativá. Ingres odbył się 22 stycznia 2011.
Zmarł na serce w szpitalu w Bogocie.